# ابوسهل فضل پسر نوبخت
ابوسهل فضل پسر نوبخت اهوازی، کتاب‌دار ایرانیِ هارون‌الرشید بود که در حدود ۸۱۵–۸۱۶ درگذشت. این منجم مسلمان برای خلیفه آثاری را از پارسی میانه به عربی ترجمه کرد و رساله‌های متعددی در احکام نجوم نوشت.
دو تن اخترگوی دیگر از همان خانواده که احتمالاً نوه یا برادرزادهٔ فضل بودند، اندکی بعد (نیمهٔ اول سدهٔ نهم) به شهرت رسیدند:
1. حسن بن سهل نوبخت (که او هم مترجم فارسی به عربی بود)
2. (احتمالاً برادرش) عبدالله بن سهل بن نوبخت.